# Teile der nördlichen Zuflüsse der Walster im Mariazeller Land
Teile der nördlichen Zuflüsse der Walster im Mariazeller Land este o arie protejată (arie specială de conservare — SAC, sit de importanță comunitară — SCI) din Austria întinsă pe o suprafață de 4,95 ha, integral pe uscat.

## Localizare
Centrul sitului Teile der nördlichen Zuflüsse der Walster im Mariazeller Land este situat la coordonatele 47°48′40″N 15°21′27″E / 47.811°N 15.3576°E.

## Înființare
Situl Teile der nördlichen Zuflüsse der Walster im Mariazeller Land a fost declarat sit de importanță comunitară în septembrie 2016 pentru a proteja 1 specie de animale. Situl a fost protejat și ca arie specială de conservare în decembrie 2018.

## Biodiversitate
Situată în ecoregiunea alpină, aria protejată nu include niciun habitat protejat.
La baza desemnării sitului se află o specie protejată de  nevertebrate: Lycaena helle.